# Ferocactus chrysacanthus ssp. grandiflorus
- Preporučena temperatura: Noć: 9-11°C
- Tolerancija hladnoće: podnosi smrzavanje
- Minimalna temperatura:  10°C
- Izloženost suncu:  cijelo vrijeme
- Porijeklo:  Meksiko
- Opis:  sličan Ferocactusu chrysacanthusu
- Cvjetovi:   narančaste ili žute boje,dugi su 2.5 cm,a široki 5 cm